# Тушково
Ту́шково (бел. Тушкава) — деревня в составе Добровского сельсовета Горецкого района Могилёвской области Республики Беларусь.

## Население
- 1999 год — 169 человек
- 2010 год — 93 человека